# 林宗棠
林宗棠（1926年—），福建闽侯人，中华人民共和国政治人物，曾任中华人民共和国航空航天工业部部长。

## 生平
1949年，林宗棠毕业于清华大学机械系，此后历任东北人民政府工业部科长、沈阳第一机床厂副厂长。1956年，他进入国家计委，并担任上海重型机器厂总工程师、江南造船厂总设计师等，此后从政担任国家科委副局长、国家科委高能物理工程指挥部总工程师等职位。1986年6月，中国科学技术协会第三次全国代表大会在北京召开，选举产生第三届全国委员会。6月28日，第三届全国委员会第一次会议召开，推举其担任常务委员。1988年，他担任新创建的中华人民共和国航空航天工业部部长。1999年，他进入全国人大，担任第八届全国人大常委等职。